# Biến thành viên
Trong lập trình hướng đối tượng, một biến thành viên (tiếng Anh: member variable), thỉnh thoảng còn được gọi là trường thành viên (member field) là một biến được kết hợp với một đối tượng cụ thể, và có thể truy xuất được đối với tất cả phương thức của nó (hàm thành viên). Trong ngôn ngữ dựa vào lớp, chúng được chia thành hai loại: nếu chỉ có một bản sao của biến được chia sẻ với tất cả thực thể của lớp, nó được gọi là biến lớp (class variable) hay biến thành viên tĩnh; còn nếu mỗi thực thể của lớp có bản sao riêng của biến, biến được gọi là biến thực thể (instance variable).

## Ví dụ

### C++
```
#include
 
<iostream>

class
 
Foo
 
{

    
int
 
bar
;
 
// Member variable

  
public
:

    
void
 
setBar
 
(
const
 
int
 
newBar
)
 
{
 
bar
 
=
 
newBar
;
 
}

};

int
 
main
 
()
 
{

  
Foo
 
rect
;
 
// Local variable

  
return
 
0
;

}

```

### Java
```
class
 
Program

{

    
static
 
void
 
main
(
final
 
String
 
arguments
[]
)

    
{

    	
// This is a local variable. Its lifespan

    	
// is determined by lexical scope.

    	
Foo
 
foo
;

    
}

}

class
 
Foo

{

    
// This is a member variable - a new instance

    
// of this variable will be created for each 

    
// new instance of Foo.  The lifespan of this

    
// variable is equal to the lifespan of "this"

    
// instance of Foo

    
int
 
bar
;

}

```